# Гольшанська Юліанія Юріївна
Юліанія Юріївна Гольшанська Дубровицька (пом. бл. 1566 р.) — православна свята праведна діва з роду Гольшанських, канонізована православною церквою за часів Петра Могили, українська 16-ти річна діва, княжого роду, дочка князя Юрія Гольшанського. Мощі знаходяться у Ближніх печерах Києво-Печерського монастиря.

## Опис

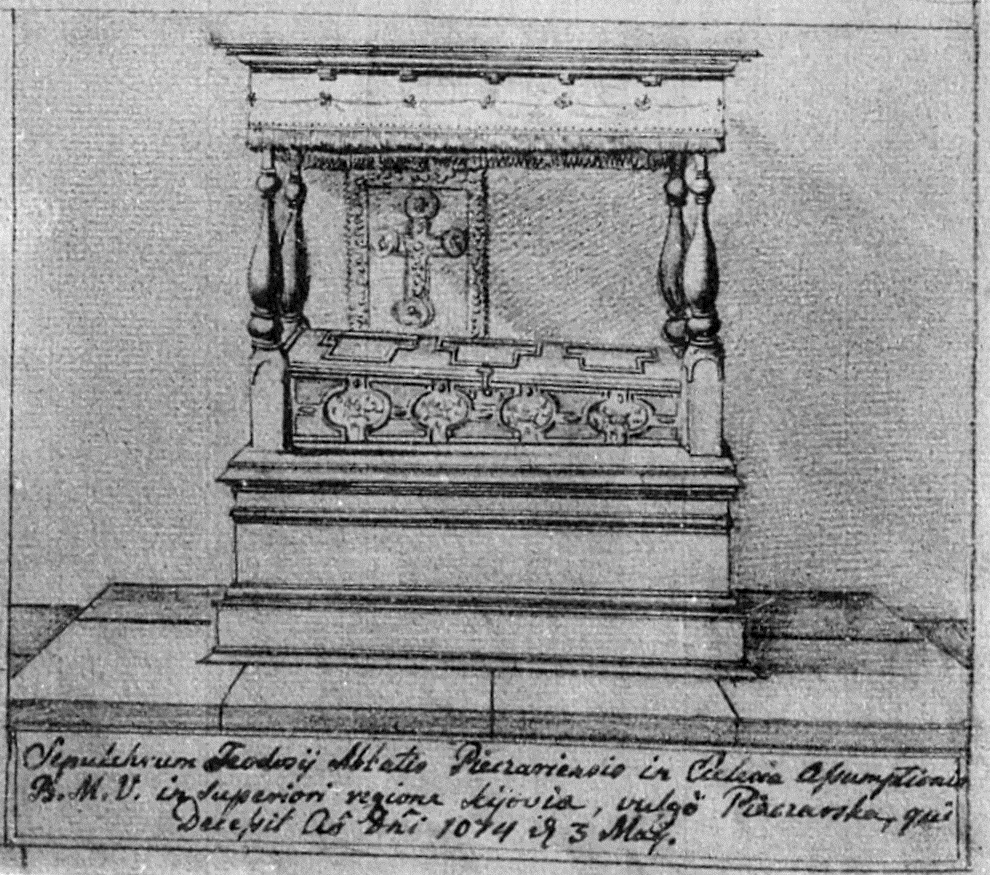
Гробниця святої Юліанії Гольшанської в Успенському соборі Києво-Печерської лаври, рисунок 1651 року Абрагама ван Вестерфельда у копії кінця XVIII століття

Померла мирянкою на 16-му році життя, не пізніше 1566 року. Її мощі були чудесно знайдені біля Успенського собору на початку XVII століття. Зовні на кришці труни знайшли герб князів Гольшанських і напис: «Іуліанія, княжна Ольшанська, дочка князя Георгія Ольшанського, що почила дівою у рік від народження свого шістнадцятий».
Останки Юліани були перенесені у Велику церкву і прославлені за святителя Петра Могили (1632–1646). Під час пожежі 1718 року рака Юліани сильно постраждала від вогню. За наказом російської імператриці Анни Іоанівни в 1730 році її мощі перенесли до Ближніх печер (де вони перебувають і тепер). Юліянія є однією із двох святих дів, що були поховані у печерах Лаври. До 1910 року в печерах також спочивали мощі Св. Єфросинії Полоцької.
Чудеса святої Юліани описані в книзі, написаній, можливо, святителем Димитрієм Ростовським «Сказаніє іли повість о обрітенії че́стних мощей… св. Іуліани (Ольшанськой)», видання Лаврської друкарні 1705 року.
За даними Афанасія Кальнофойського, її надгробна плита мала епітафію.

В акафісті всім Печерським преподобним про нього сказано: 
|  | «Радуйся, Юліаніє, діво, ліліє прекрасна, бо проросла ти в земному Христовому саду; радуйся, бо процвіла ти в небесному Його вертограді». |

## Пам'ять

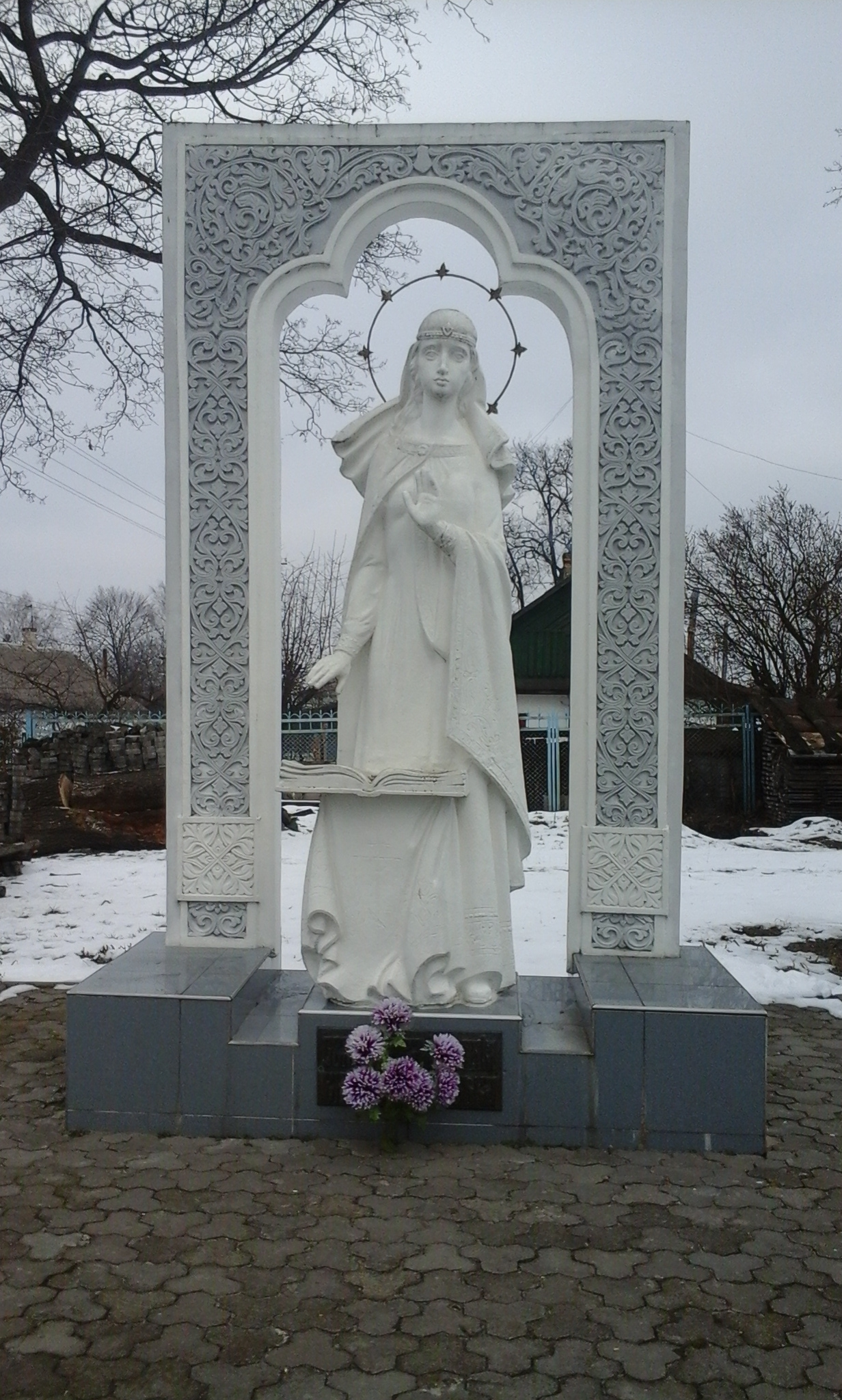
Пам'ятник Юліані в Дубровиці

День ушанування пам'яті припадає на Собор святих ближніх печер - 28 вересня.
21 вересня 2005 року в місті Дубровиця Рівненської області відкритий та освячений митрополитом УПЦ КП Даниїлом пам'ятник Юліанії.